# Johannes Beer
Johannes Beer (* 2. November 1901 in Rehburg; † 25. November 1972 in Weilheim) war ein deutscher Literaturwissenschaftler und Bibliothekar.

## Leben
Beer besuchte das Gymnasium in Göttingen und studierte anschließend Kunstgeschichte, deutsche Philologie und Literaturwissenschaft, Geschichte und Bibliothekswissenschaft in Göttingen und Leipzig. Er promovierte im Jahre 1927 mit der Dissertation Die Illustration des Lebens Jesu in den deutschen Frühdrucken an der Georg-August-Universität Göttingen. Nach der nationalsozialistischen Machtübernahme im Jahre 1933 wurde Johannes Beer Nachfolger von Adolf Waas als Bibliotheksleiter der Städtischen Volksbücherei in Frankfurt am Main. Im Jahre 1937 veröffentlichte Beer eine Literaturgeschichte aus völkischer Perspektive. Für die Reichsstelle für Volkstümliches Büchereiwesen verfasste Beer Buchberichte. Von 1953 bis 1963 war er Direktor der Stadtbibliothek Bochum.
Nach dem Zweiten Weltkrieg wurde Johannes Beer Mitherausgeber einer umfassenden Reihe literaturwissenschaftlicher Roman-Darstellungen.

## Publikationen
- Die Illustration des Lebens Jesu in den deutschen Frühdrucken (ca. 1460–1500), Dissertation, 1929.
- Autorität und Volksbildung. In: Bücherei und Bildungspflege, Jg. 13, 1933, S. 19–27.
- Caspar David Friedrich, 1937.
- Deutsche Dichtung seit hundert Jahren, 1937.
- Ottobeuren, 1950. Mit Fotografien von Helga Schmidt-Glassner, Langewiesche, Königstein am Taunus 1988, ISBN 3-7845-1132-5.
- Albrecht Dürer als Maler und als Zeichner, 1957.

### Als Herausgeber
- Ludwig Richter: Der Feierabend, 16 farbige und 62 einfarbige Gemälde, Aquarelle, Zeichnungen, Text aus den Lebenserinnerungen eines Deutschen Malers, Karl Robert Langewiesche Verlag, Königstein und Leipzig, 1938.
- Reclams Romanführer. Bd. I. Deutsche Romane und Novellen von Grimmelshausen bis Thomas Mann, zus. mit Wilhelm Schuster, Philipp Reclam jun., 1962.
- Reclams Romanführer. Bd. II.–IV.
- Der Romanführer. Bände 3–13 zus. mit Wilhelm Olbrich, Hiersemann, 1952–1971.
  - Bände 3–5: Der Inhalt der deutschen Romane und Novellen der Gegenwart.
  - Band 6: Der Inhalt der französischen, italienischen, spanischen und portugiesischen Romane von den Anfängen bis zum Beginn des 20. Jahrhunderts.
  - Band 7: Der Inhalt der englischen, nordamerikanischen, flämischen und holländische Romane bis zum Beginn des 20. Jahrhunderts.
  - Band 8: Der Inhalt der nordischen, slawischen, ungarischen und rumänischen Romane bis zum Beginn des 20. Jahrhunderts.
  - Band 9: Der Inhalt der französischen, italienischen, spanischen und portugiesischen Romane und Novellen der Gegenwart.
  - Band 10: Der Inhalt der englischen, flämischen und holländischen Romane und Novellen der Gegenwart.
  - Band 11: Der Inhalt der nordamerikanischen Romane und Novellen der Gegenwart.
  - Band 12: Der Inhalt der nordischen, russischen, polnischen, tschechischen, ungarischen und südosteuropäischen Romane und Novellen der Gegenwart.
  - Band 13: Inhalt der deutschen Romane und Novellen 1954–1963 nebst Nachträgen zu Band 1–5 und Register deutscher Autoren.
- Der Romanführer. Band 14: Der Inhalt der Ausländischen Romane und Novellen aus dem Jahrzehnt 1957 bis 1966.

## Einzelbelege
1. ↑  Chronik der Stadtbücherei Frankfurt am Main.
2. ↑  Stefan Keppler-Tasaki: Hans Heinrich Ehrler (1872–1951). Biografie eines Abendländers. Böhlau Verlag, Köln 2018, ISBN 978-3-412-51107-4. S. 286.

| Personendaten    | Personendaten                                       |
| ---------------- | --------------------------------------------------- |
| NAME             | Beer, Johannes                                      |
| KURZBESCHREIBUNG | deutscher Literaturwissenschaftler und Bibliothekar |
| GEBURTSDATUM     | 2. November 1901                                    |
| GEBURTSORT       | Rehburg                                             |
| STERBEDATUM      | 25. November 1972                                   |
| STERBEORT        | Weilheim                                            |